# آندریا پتروچی
آندریا پتروچی (انگلیسی: Andrea Petrucci؛ زادهٔ ۱۶ ژوئن ۱۹۹۱) بازیکن فوتبال است.
از باشگاه‌هایی که در آن بازی کرده‌است می‌توان به باشگاه فوتبال آسکولی اشاره کرد.